# Section 230
Negli Stati Uniti, la Section 230 è una disposizione parte del Communications Act del 1934, introdotta come parte del Communications Decency Act del 1996, che costituisce il Titolo V del Telecommunications Act del 1996, e in generale garantisce l'immunità agli Internet service provider rispetto ai contenuti generati da terzi. Nel suo nucleo essenziale, la Section 230(c)(1) prevede l’immunità da responsabilità per i provider che pubblichino informazioni fornite da utenti terzi:
La Section 230(c)(2) prevede inoltre una protezione da responsabilità civile in base al principio del "Buon Samaritano" per gli operatori di servizi informatici interattivi che, in buona fede e volontariamente, rimuovano o moderino contenuti di terzi che l’operatore "ritiene osceni, lascivi, licenziosi, sudici, eccessivamente violenti, molesti o altrimenti discutibili, indipendentemente dal fatto che tali contenuti siano o meno protetti costituzionalmente".